# Martha McCabe
Martha McCabe (Toronto, 4 augustus 1989) is een Canadese zwemster. Ze vertegenwoordigde haar vaderland op de Olympische Zomerspelen 2012 in Londen. Ze is de nicht van roeier Conlin McCabe, die zilver behaalde in Londen met de Canadese acht.

## Carrière
Bij haar internationale debuut, op de wereldkampioenschappen zwemmen 2009 in Rome, eindigde McCabe als zevende op de 200 meter schoolslag.
Op de Pan Pacific kampioenschappen zwemmen 2010 in Irvine eindigde de Canadese als achtste op de 200 meter schoolslag. Tijdens de Gemenebestspelen 2010 in Delhi eindigde McCabe als vierde op de 200 meter schoolslag en als zesde op de 100 meter schoolslag, op de 50 meter schoolslag strandde ze in de halve finales. In Dubai nam de Canadese deel aan de wereldkampioenschappen kortebaanzwemmen 2010. Op dit toernooi eindigde ze als vijfde op de 200 meter schoolslag en werd ze uitgeschakeld in de halve finales van de 100 meter schoolslag, op de 4x100 meter wisselslag eindigde ze samen met Sinead Russell, Audrey Lacroix en Victoria Poon op de zesde plaats.
Op de wereldkampioenschappen zwemmen 2011 in Shanghai veroverde McCabe de bronzen medaille op de 200 meter schoolslag.
Tijdens de Olympische Zomerspelen van 2012 in Londen eindigde de Canadese als vijfde op de 200 meter schoolslag. In Istanboel nam McCabe deel aan de wereldkampioenschappen kortebaanzwemmen 2012. Op dit toernooi eindigde ze als zesde op de 200 meter schoolslag, op zowel de 50 als de 100 meter schoolslag strandde ze in de series.

### 2013-heden
Op de wereldkampioenschappen zwemmen 2013 in Barcelona zwom McCabe naar de achtste plaats de 200 meter schoolslag. Op de 4x100 meter wisselslag eindigde ze samen met Hilary Caldwell, Katerine Savard en Chantal van Landeghem op de zevende plaats.
Tijdens de Gemenebestspelen 2014 in Glasgow eindigde de Canadese als zesde op de 200 meter schoolslag, op de 100 meter schoolslag werd ze uitgeschakeld in de halve finales. In Gold Coast nam McCabe deel aan de Pan-Pacifische kampioenschappen zwemmen 2014. Op dit toernooi eindigde ze als achtste op zowel de 100 als de 200 meter schoolslag. Op de wereldkampioenschappen kortebaanzwemmen 2014 in Doha eindigde de Canadese als zevende op de 200 meter schoolslag.
Tijdens de Pan-Amerikaanse Spelen 2015 in Toronto sleepte McCabe de zilveren medaille in de wacht op de 200 meter schoolslag. In Kazan nam de Canadese deel aan de wereldkampioenschappen zwemmen 2015. Op dit toernooi strandde ze in de series van de 200 meter schoolslag.

## Internationale toernooien
| Jaar | Olympische Spelen  | WK langebaan                            | WK kortebaan                                                | PanPacs                               | Gemenebestspelen                                         | Pan-Ams         |
| ---- | ------------------ | --------------------------------------- | ----------------------------------------------------------- | ------------------------------------- | -------------------------------------------------------- | --------------- |
| 2009 |                    | 7e 200m schoolslag                      |                                                             |                                       |                                                          |                 |
| 2010 |                    |                                         | 14e 100m schoolslag 5e 200m schoolslag 6e 4x100m wisselslag | 8e 200m schoolslag                    | 11e 50m schoolslag 6e 100m schoolslag 4e 200m schoolslag |                 |
| 2011 |                    | 200m schoolslag                         |                                                             |                                       |                                                          | geen deelname   |
| 2012 | 5e 200m schoolslag |                                         | 17e 50m schoolslag 19e 100m schoolslag 6e 200m schoolslag   |                                       |                                                          |                 |
| 2013 |                    | 8e 200m schoolslag 7e 4x100m wisselslag |                                                             |                                       |                                                          |                 |
| 2014 |                    |                                         | 7e 200m schoolslag                                          | 8e 100m schoolslag 8e 200m schoolslag | 15e 100m schoolslag 6e 200m schoolslag                   |                 |
| 2015 |                    | 21e 200m schoolslag                     |                                                             |                                       |                                                          | 200m schoolslag |

## Persoonlijke records
Bijgewerkt tot en met 7 december 2014
Kortebaan
| Afstand         | Tijd    | Datum            | Plaats  |
| --------------- | ------- | ---------------- | ------- |
| 100m schoolslag | 1.05,84 | 10 augustus 2013 | Berlijn |
| 200m schoolslag | 2.19,17 | 7 december 2014  | Doha    |

Langebaan
| Afstand         | Tijd    | Datum         | Plaats   |
| --------------- | ------- | ------------- | -------- |
| 100m schoolslag | 1.08,10 | 31 maart 2011 | Victoria |
| 200m schoolslag | 2.22,75 | 30 juli 2009  | Rome     |